# خوان لسکانو (بازیکن فوتبال، زاده ۱۹۳۷)
خوان لسکانو (اسپانیایی: Juan Lezcano‎; ۵ آوریل ۱۹۳۷ – ۶ فوریهٔ ۲۰۱۲) بازیکن فوتبال اهل پاراگوئه بود.
از باشگاه‌هایی که در آن بازی کرده‌است می‌توان به باشگاه ورزشی الیمپیا و باشگاه فوتبال پنیارول اشاره کرد.
وی همچنین در تیم ملی فوتبال پاراگوئه بازی کرده‌است.